# Le Nouvel Amour
 (mars 2012).
Si vous disposez d'ouvrages ou d'articles de référence ou si vous connaissez des sites web de qualité traitant du thème abordé ici, merci de compléter l'article en donnant les références utiles à sa vérifiabilité et en les liant à la section « Notes et références ».
Le Nouvel Amour est un roman de Philippe Forest publié en 2007.

## Résumé
En 2002, après la mort de sa fille, Philippe, bientôt 40 ans, voit l'ivresse du néant se transformer en bonheur et en invulnérabilité. Sa femme Alice avoue son infidélité et il s'éprend de Lou. Le nouvel amour efface tout. Il découvre que son côté homme et son côté femme l'attirent tous deux vers les femmes. En 2003, il se trouve perdu entre Alice et Lou. En 2004, Lou le « trompe » et le quitte. Ils renouent. Philippe se met à écrire car selon lui, l'amour est le roman, espérant comme tout romancier, que ce qu'il écrit lui arrive encore. Il s'éprend d'une nouvelle femme et redécouvre Alice.